# Adam Jędrzejowicz
Adam Jędrzejowicz (17. prosince 1847 Zaczernie – 4. května 1924 Krakov) byl rakousko-uherský, respektive předlitavský (haličský) státní úředník a politik, koncem 19. století ministr pro haličské záležitosti ve vládě Franze Thuna.

## Biografie
Vystudoval právo na univerzitě v Krakově a v roce 1872 zde získal titul doktora práv. Pracoval pak jako státní úředník na místodržitelství ve Lvově. Od roku 1876 působil na ministerstvu zemědělství. V roce 1883 byl zvolen do haličského zemského sněmu, kde v letech 1888-1890 zasedal i v zemském výboru. Ve volbách do Říšské rady roku 1891 byl zvolen za městskou kurii (obvod Jarosław, Rzeszów atd.) poslancem Říšské rady (celostátní parlament), v níž od roku 1894 působil jako místopředseda frakce Polský klub. Poslanecké křeslo obhájil ve volbách do Říšské rady roku 1897 (nyní za velkostatkářskou kurii v Haliči) a volbách do Říšské rady roku 1901 (opět za velkostatkářskou kurii). Ve vídeňském parlamentu setrval do konce jejího funkčního období, tedy do roku 1907.
Vrchol jeho politické kariéry nastal za vlády Franze Thuna, v níž se stal ministrem pro haličské záležitosti. Funkci zastával v období 7. března 1898 – 2. října 1899.
Od roku 1907 byl členem Panské sněmovny (jmenovaná horní komora Říšské rady). Zůstal loajální vůči monarchii až do jejího zániku. Ještě v říjnu 1918 se odmítl připojit k prohlášení Polského klubu, v kterém jeho členové deklarovali, že od nynějška se považují pouze za občany polského státu. Po vzniku samostatného Polska žil v Krakově a angažoval se ve vedení Strany národní pravice.